# Europa (província romana)
Europa fou una província romana formada el 294 en la reorganització de Dioclecià. Abraçava part sud de la costa de Tràcia a la part de l'Euxí, la costa nord de la Propòntida i el Quersonès Traci.
Limitava al nord i oest amb la província d'Hemimontus; a l'est amb la mar Negra o Euxí i el Bòsfor; al sud amb la Propòntida i l'Hel·lespont; al sud-oest amb la províncie dels Ròdope i la d'Hemimontus.